# Chroococcus giganteus
Chroococcus giganteus je druh sinice z řádu Chroococcales Vytváří slizovité kolonie o dvou až osmi buňkách. Velikost jedné buňky je 50 - 60 mikrometrů, čímž představují největší buňky sinic vůbec a dokonce celkově jedny z největších buněk prokaryot.
Tento druh se vyskytuje především ve stojatých vodách či v mokřadních biotopech. Byl nalezen i v ČR.